# Barbara Brier
Barbara Srenco Brier (ur. 1923 w Filadelfii, zm. 16 sierpnia 1996 tamże) – amerykańska brydżystka, World Life Master w kategorii kobiet (WBF).

## Wyniki brydżowe

### Zawody światowe
W światowych zawodach zdobyła następujące lokaty:
| Mistrzostwa Świata. Konkurencja par | Mistrzostwa Świata. Konkurencja par | Mistrzostwa Świata. Konkurencja par | Mistrzostwa Świata. Konkurencja par | Mistrzostwa Świata. Konkurencja par | Mistrzostwa Świata. Konkurencja par |
| Rok                                 | Miejsce                             | Zawody                              | Kategoria                           | Partner                             | Pozycja                             |
| ----------------------------------- | ----------------------------------- | ----------------------------------- | ----------------------------------- | ----------------------------------- | ----------------------------------- |
| 1970                                | Sztokholm                           | 2. Mistrzostwa Świata               | Miksty                              | Waldemar von Zedwitz                | 1                                   |

## Klasyfikacja
- Barbara Brier – klasyfikacja WBF (ang.)